# London Critics’ Circle Film Award/Beste britische Nachwuchsregie
Der London Critics’ Circle Film Award für die beste britische Nachwuchsregie (im Original: The Virgin Atlantic Award – Breakthrough British Film-Maker) ist ein Preis der vom London Critics’ Circle jährlich vergeben wird. Von 1993 bis 2008 existierte die Kategorie beste britische Nachwuchsleistung, die an Regisseure, Drehbuchautoren, Schauspieler oder Produzenten vergeben wurde.
Im Jahr 2016 wurde der Preis in Philip French Award umbenannt und zeichnet seitdem erneut nicht nur Regisseure, sondern generell den besten neuen Filmemacher (breakthrough British/Irish filmmaker) aus.

## Ausgezeichnete Filme
Anmerkung: Die Preisverleihung bezieht sich immer auf Filme des vergangenen Jahres, Preisträger von 2012 stammen also aus dem Filmjahr 2011.
| Jahr | Preisträger               | Film                    | Nominierungen |
| 2009 | Steve McQueen             | Hunger                  | Joanna Hogg – Unrelated Martin McDonagh – Brügge sehen… und sterben? James Watkins – Eden Lake Rupert Wyatt – The Escapist – Raus aus der Hölle                                      |
| 2010 | Duncan Jones              | Moon                    | Daniel Barber – Harry Brown Armando Iannucci – Kabinett außer Kontrolle Peter Strickland – Katalin Varga Sam Taylor-Wood – Nowhere Boy                                               |
| 2011 | Gareth Edwards            | Monsters                | Banksy – Exit Through the Gift Shop Clio Barnard – The Arbor J Blakeson – Spurlos – Die Entführung der Alice Creed Chris Morris – Four Lions                                         |
| 2012 | Andrew Haigh              | Weekend                 | Richard Ayoade – Submarine Paddy Considine – Tyrannosaur – Eine Liebesgeschichte Joe Cornish – Attack the Block John Michael McDonagh – The Guard – Ein Ire sieht schwarz            |
| 2013 | Alice Lowe und Steve Oram | Sightseers              | Ben Drew – Ill Manors Sally El Hosaini – My Brother the Devil Dexter Fletcher – Wild Bill Bart Layton – The Imposter                                                                 |
| 2014 | Jon S. Baird              | Drecksau                | Scott Graham – Shell Marcus Markou – Papadopoulos & Sons Rufus Norris – Broken Paul Wright – For Those in Peril                                                                      |
| 2015 | Yann Demange              | ’71                     | Hossein Amini – Die zwei Gesichter des Januars Elaine Constantine – Northern Soul Iain Forsyth und Jane Pollard – 20.000 Days on Earth James Kent – Testament of Youth               |
| 2016 | John Maclean              | Slow West               | Tom Browne – Radiator Mark Burton und Richard Starzak – Shaun das Schaf – Der Film Emma Donoghue – Raum Alex Garland – Ex Machina                                                    |
| 2017 | Babak Anvari              | Under the Shadow        | Mike Carey – The Girl with All the Gifts Guy Hibbert – Eye in the Sky und A United Kingdom Peter Middleton und James Spinney – Notes on Blindness Rachel Tunnard – Adult Life Skills |
| 2018 | Francis Lee               | God’s Own Country       | Alice Birch – Lady Macbeth Simon Farnaby – Paddington 2 und Mindhorn Rungano Nyoni – I Am Not a Witch William Oldroyd – Lady Macbeth                                                 |
| 2019 | Michael Pearce            | Beast                   | Deborah Davis – The Favourite – Intrigen und Irrsinn Rupert Everett – The Happy Prince Deborah Haywood – Pin Cushion Daniel Kokotajlo – Apostasy                                     |
| 2020 | Mark Jenkin               | Bait                    | Waad al-Kateab und Edward Watts – Für Sama Richard Billingham – Ray & Liz Owen McCafferty – Ordinary Love Nicole Taylor – Wild Rose                                                  |
| 2021 | Rose Glass                | Saint Maud              | Henry Blake – County Lines Fyzal Boulifa – Lynn + Lucy Emerald Fennell – Promising Young Woman Remi Weekes – His House                                                               |
| 2022 | Rebecca Hall              | Seitenwechsel (Passing) | Prano Bailey-Bond – Censor Aleem Khan – After Love Marley Morrison – Sweetheart Ben Sharrock – Limbo                                                                                 |
| 2023 | Charlotte Wells           | Aftersun                | Katy Brand – Meine Stunden mit Leo Colm Bairéad – The Quiet Girl Frances O’Connor – Emily Georgia Oakley – Blue Jean                                                                 |
| 2024 | Molly Manning Walker      | How to Have Sex         | Raine Allen-Miller – Rye Lane Sam H. Freeman / Ng Choon Ping – Femme Nida Manzoor – Polite Society Charlotte Regan – Georgie                                                         |
| 2024 | Rich Peppiatt             | Kneecap                 | Luna Carmoon – Hoard Naqqash Khalid – In Camera Amy Liptrot – The Outrun Dev Patel – Monkey Man                                                                                      |